# جويس ماكي
جويس ماكي هي لاعبة كرلنغ كندية، ولدت في 29 أكتوبر 1933 في Asquith, Saskatchewan ‏ في كندا، وتوفيت في ديسمبر 1999 في ساسكاتون في كندا.